# Valbrenta
Valbrenta är en kommun i provinsen Vicenza i regionen Veneto i Italien. Kommunen hade 5 086 invånare (2018).
Kommunen bildades den 30 januari 2019 genom en sammanslagning av de tidigare kommunerna Campolongo sul Brenta, Cismon del Grappa, San Nazario och Valstagna.